# Czerwony balonik
Czerwony balonik (fr. Le ballon rouge) – francuski film krótkometrażowy z 1956 roku w reżyserii Alberta Lamorisse'a.

## Nagrody i nominacje
| Nazwa nagrody     | Wygrane                                               | Nominacje    |
| ----------------- | ----------------------------------------------------- | ------------ |
| Prix Louis-Delluc | 1956 Najlepszy film francuski                         | 1956 wygrana |
| Złota Palma       | 1956 Najlepszy film krótkometrażowy Albert Lamorisse  | 1956 wygrana |
| BAFTA             | 1957 Specjalna nagroda filmowa                        | 1957 wygrana |
| Oscar             | 1957 Najlepszy scenariusz oryginalny Albert Lamorisse | 1956 wygrana |